# Wereldkampioenschap voetbal voor clubs 2021
Het achttiende FIFA-wereldkampioenschap voetbal voor clubs (Engels: FIFA Club World Cup) zou oorspronkelijk plaatsvinden van 17 juni tot en met 4 juli 2021 in China, maar door de maatregelen en de gevolgen van de coronapandemie waren grote kampioenschappen en bekertoernooien van de continentale bonden verplaatst. Hierdoor had de FIFA besloten om dit kampioenschap te verplaatsen naar 9 tot en met 19 december 2021 in Japan, maar door de maatregelen en de gevolgen van de coronapandemie werd dit kampioenschap nog een keer verplaatst naar 3 tot en met 12 februari 2022 in de Verenigde Arabische Emiraten. Aan het kampioenschap, dat door de FIFA werd georganiseerd, namen zeven clubs deel: de winnaars van zes continentale bekertoernooien en de landskampioen van het organiserende land. Oorspronkelijk zouden er 24 clubs aan het kampioenschap deelnemen, maar door de verplaatsingen werd dit weer teruggebracht naar zeven clubs. De titelhouder was het Duitse Bayern München, maar ze wisten zich niet te plaatsen voor deze editie. Het Engelse Chelsea FC werd de nieuwe titelhouder, doordat ze in de finale wisten te winnen van Palmeiras met 2–1 in de verlenging.

## Stadions
| Abu Dhabi          | Abu Dhabi          |
| ------------------ | ------------------ |
| Sjeik Zayidstadion | Al Nahyanstadion   |
| Capaciteit: 37.500 | Capaciteit: 15.000 |
|                    |                    |

## Deelnemers
| Team                | Confederatie | Kampioenschap                                                                     | begint in:   | Aantal deelnames                                                         |
| ------------------- | ------------ | --------------------------------------------------------------------------------- | ------------ | ------------------------------------------------------------------------ |
| Al-Jazira Club      | AFC          | Kampioen Liga 2020/21 (gastland)                                                  | Play-off     | 2e (vorige: 2017)                                                        |
| AS Pirae            | OFC          | Genomineerd door de confederatie vanwege de afgelaste OFC Champions League 2021 * | Play-off     | 1e                                                                       |
| Auckland City FC ** | OFC          | Genomineerd door de confederatie vanwege de afgelaste OFC Champions League 2021 * | Play-off     | 10e (vorige: 2006, 2009, 2011, 2012, 2013, 2014, 2015, 2016, 2017, 2020) |
| Al-Hilal Saudi FC   | AFC          | Winnaar AFC Champions League 2021                                                 | Kwartfinale  | 2e (vorige: 2001, 2019)                                                  |
| Al-Ahly FC          | CAF          | Winnaar CAF Champions League 2020/21                                              | Kwartfinale  | 7e (vorige: 2005, 2006, 2008, 2012, 2013, 2020)                          |
| CF Monterrey        | CONCACAF     | Winnaar CONCACAF Champions League 2021                                            | Kwartfinale  | 5e (vorige: 2011, 2012, 2013, 2019)                                      |
| SE Palmeiras        | CONMEBOL     | Winnaar CONMEBOL Libertadores 2021                                                | Halve finale | 2e (vorige: 2001, 2020)                                                  |
| Chelsea FC          | UEFA         | Winnaar UEFA Champions League 2020/21                                             | Halve finale | 2e (vorige: 2012)                                                        |

* Dit toernooi was niet begonnen door de gevolgen van de coronapandemie.
** Op 31 december 2021 maakte de FIFA bekend dat Auckland City FC zich had teruggetrokken uit het kampioenschap vanwege de coronapandemie en de daarmee verband houdende quarantainemaatregelen die door de Nieuw-Zeelandse autoriteiten vereist waren. Auckland City FC werd vervangen door AS Pirae.

## Scheidsrechters
De FIFA had vijf scheidsrechters, tien assistent-scheidsrechters, een ondersteunende scheidsrechter en zeven video-assistenten aangesteld voor dit toernooi.
| Continentale bond | Scheidsrechter     | Assistenten                       | Ondersteunende scheidsrechter | Video-assistent                                  |
| ----------------- | ------------------ | --------------------------------- | ----------------------------- | ------------------------------------------------ |
| AFC               | Chris Beath        | Anton Shchetinin Ashley Beecham   |                               | Ammar Al-Jeneibi                                 |
| CAF               | Mustapha Ghorbal   | Mokrane Gourari Abdelhak Etchiali |                               |                                                  |
| CONCACAF          | César Arturo Ramos | Alberto Morin Miguel Hernández    |                               | Drew Fischer                                     |
| CONMEBOL          | Fernando Rapallini | Juan Pablo Belatti Diego Bonfá    |                               | Nicolás Gallo Mauro Vigliano                     |
| OFC               |                    |                                   | David Yareboinen              |                                                  |
| UEFA              | Clément Turpin     | Nicolas Danos Cyril Gringore      |                               | Willy Delajod Massimiliano Irrati Pol van Boekel |

## Speelschema
|  | Play-off                                    | Play-off                                  |                                              |                                            | Kwartfinale                                 | Kwartfinale                                 |              |              | Halve finale | Halve finale |  |  | Finale  | Finale |
|  | 3 februari - Abu Dhabi (Sjeik Zayidstadion) |                                           |                                              |                                            |                                             |                                             |              |              |              |              |  |  |         |        |
|  | Al-Jazira                                   | 4                                         |                                              |                                            | 6 februari - Abu Dhabi (Sjeik Zayidstadion) | 6 februari - Abu Dhabi (Sjeik Zayidstadion) |              |              |              |              |  |  |         |        |
|  | Al-Jazira                                   | 4                                         |                                              |                                            | 6 februari - Abu Dhabi (Sjeik Zayidstadion) | 6 februari - Abu Dhabi (Sjeik Zayidstadion) |              |              |              |              |  |  |         |        |
|  | AS Pirae                                    | 1                                         |                                              |                                            | Al-Hilal                                    | 6                                           |              |              |              |              |  |  |         |        |
|  | AS Pirae                                    | 1                                         | 9 februari - Abu Dhabi (Sjeik Zayidstadion)  |                                            | Al-Hilal                                    | 6                                           |              |              |              |              |  |  |         |        |
|  |                                             |                                           |                                              |                                            | Al-Jazira                                   | 1                                           |              |              |              |              |  |  |         |        |
|  | Al-Hilal                                    | 0                                         |                                              |                                            | Al-Jazira                                   | 1                                           |              |              |              |              |  |  |         |        |
|  | Al-Hilal                                    | 0                                         |                                              |                                            |                                             |                                             |              |              |              |              |  |  |         |        |
|  |                                             |                                           | Chelsea FC                                   | 1                                          |                                             |                                             |              |              |              |              |  |  |         |        |
|  |                                             |                                           | Chelsea FC                                   | 1                                          |                                             |                                             |              |              |              |              |  |  |         |        |
|  |                                             |                                           | 12 februari - Abu Dhabi (Sjeik Zayidstadion) |                                            |                                             |                                             |              |              |              |              |  |  |         |        |
|  |                                             |                                           |                                              |                                            |                                             |                                             |              |              |              |              |  |  |         |        |
|  | Chelsea FC (w.n.v.)                         | 2                                         |                                              |                                            |                                             |                                             |              |              |              |              |  |  |         |        |
|  | Chelsea FC (w.n.v.)                         | 2                                         | 5 februari - Abu Dhabi (Al Nahyanstadion)    |                                            |                                             |                                             |              |              |              |              |  |  |         |        |
|  |                                             | Palmeiras                                 | 1                                            |                                            |                                             |                                             |              |              |              |              |  |  |         |        |
|  |                                             |                                           | 1                                            | Al-Ahly                                    | 1                                           |                                             |              |              |              |              |  |  |         |        |
|  | 8 februari - Abu Dhabi (Al Nahyanstadion)   |                                           |                                              | Al-Ahly                                    | 1                                           |                                             |              |              |              |              |  |  |         |        |
|  |                                             | CF Monterrey                              | 0                                            |                                            |                                             |                                             |              |              |              |              |  |  |         |        |
|  | Palmeiras                                   | CF Monterrey                              | 0                                            | 2                                          |                                             |                                             |              |              |              |              |  |  |         |        |
|  | Palmeiras                                   | Vijfde plaats                             | Vijfde plaats                                | 2                                          |                                             |                                             | Derde plaats | Derde plaats |              |              |  |  |         |        |
|  |                                             | Vijfde plaats                             | Vijfde plaats                                |                                            | Al-Ahly                                     | 0                                           | Derde plaats | Derde plaats |              |              |  |  |         |        |
|  | 9 februari - Abu Dhabi (Al Nahyanstadion)   | 9 februari - Abu Dhabi (Al Nahyanstadion) | 12 februari - Abu Dhabi (Al Nahyanstadion)   | 12 februari - Abu Dhabi (Al Nahyanstadion) | Al-Ahly                                     | 0                                           |              |              |              |              |  |  |         |        |
|  | 9 februari - Abu Dhabi (Al Nahyanstadion)   | 9 februari - Abu Dhabi (Al Nahyanstadion) | 12 februari - Abu Dhabi (Al Nahyanstadion)   | 12 februari - Abu Dhabi (Al Nahyanstadion) |                                             |                                             |              |              |              |              |  |  |         |        |
|  | CF Monterrey                                | 3                                         | Al-Hilal                                     | 0                                          |                                             |                                             |              |              |              |              |  |  |         |        |
|  | CF Monterrey                                | 3                                         | Al-Hilal                                     | 0                                          |                                             |                                             |              |              |              |              |  |  |         |        |
|  | Al-Jazira                                   | 1                                         |                                              |                                            |                                             |                                             |              |              |              |              |  |  | Al-Ahly | 4      |

## Wedstrijden

### Play-off
|                                             | |               |                  | |
| 3 februari 2022 20:30 (UTC+4) 17:30 (UTC+1) | Al-Jazira                                                                                              | 4 – 1 (3 – 0) | AS Pirae         | Stadion: Sjeik Zayidstadion, Abu Dhabi Toeschouwers: 4.970 Scheidsrechter: Mustapha Ghorbal Assistenten: Mokrane Gourari Assistenten: Abdelhak Etchiali Vierde official: Clément Turpin Vijfde official: Cyril Gringore Video-assistent: Pol van Boekel AVAR 1: Drew Fischer AVAR 2: Diego Bonfá AVAR 3: Massimiliano Irrati Speler van de wedstrijd: Mohamed Jamal ( Al-Jazira) |
| 3 februari 2022 20:30 (UTC+4) 17:30 (UTC+1) | Al-Ameri 5', 36' Jamal Al-Attas 25' Kosanović 41' Al Hashmi 45+1' Idrees Diaby 63', 80' Victor; Idrees | Verslag       | 48' (e.d.) Rabii | Stadion: Sjeik Zayidstadion, Abu Dhabi Toeschouwers: 4.970 Scheidsrechter: Mustapha Ghorbal Assistenten: Mokrane Gourari Assistenten: Abdelhak Etchiali Vierde official: Clément Turpin Vijfde official: Cyril Gringore Video-assistent: Pol van Boekel AVAR 1: Drew Fischer AVAR 2: Diego Bonfá AVAR 3: Massimiliano Irrati Speler van de wedstrijd: Mohamed Jamal ( Al-Jazira) |
| 3 februari 2022 20:30 (UTC+4) 17:30 (UTC+1) | |               |                  | Stadion: Sjeik Zayidstadion, Abu Dhabi Toeschouwers: 4.970 Scheidsrechter: Mustapha Ghorbal Assistenten: Mokrane Gourari Assistenten: Abdelhak Etchiali Vierde official: Clément Turpin Vijfde official: Cyril Gringore Video-assistent: Pol van Boekel AVAR 1: Drew Fischer AVAR 2: Diego Bonfá AVAR 3: Massimiliano Irrati Speler van de wedstrijd: Mohamed Jamal ( Al-Jazira) |
| 3 februari 2022 20:30 (UTC+4) 17:30 (UTC+1) | |               |                  | Stadion: Sjeik Zayidstadion, Abu Dhabi Toeschouwers: 4.970 Scheidsrechter: Mustapha Ghorbal Assistenten: Mokrane Gourari Assistenten: Abdelhak Etchiali Vierde official: Clément Turpin Vijfde official: Cyril Gringore Video-assistent: Pol van Boekel AVAR 1: Drew Fischer AVAR 2: Diego Bonfá AVAR 3: Massimiliano Irrati Speler van de wedstrijd: Mohamed Jamal ( Al-Jazira) |
|                                             | |               |                  | |

### Kwartfinales
|                                             |          |               |              | |
| 5 februari 2022 20:30 (UTC+4) 17:30 (UTC+1) | Al-Ahly  | 1 – 0 (0 – 0) | CF Monterrey | Stadion: Al Nahyanstadion, Abu Dhabi Toeschouwers: 9.396 Scheidsrechter: Chris Beath Assistenten: Anton Shchetinin Assistenten: Ashley Beecham Vierde official: Clément Turpin Vijfde official: Juan Pablo Belatti Video-assistent: Massimiliano Irrati AVAR 1: Ammar Al-Jeneibi AVAR 2: Nicolas Danos AVAR 3: Mauro Vigliano Speler van de wedstrijd: Rami Rabia ( Al-Ahly) |
| 5 februari 2022 20:30 (UTC+4) 17:30 (UTC+1) | Hany 53' | Verslag       |              | Stadion: Al Nahyanstadion, Abu Dhabi Toeschouwers: 9.396 Scheidsrechter: Chris Beath Assistenten: Anton Shchetinin Assistenten: Ashley Beecham Vierde official: Clément Turpin Vijfde official: Juan Pablo Belatti Video-assistent: Massimiliano Irrati AVAR 1: Ammar Al-Jeneibi AVAR 2: Nicolas Danos AVAR 3: Mauro Vigliano Speler van de wedstrijd: Rami Rabia ( Al-Ahly) |
| 5 februari 2022 20:30 (UTC+4) 17:30 (UTC+1) |          |               |              | Stadion: Al Nahyanstadion, Abu Dhabi Toeschouwers: 9.396 Scheidsrechter: Chris Beath Assistenten: Anton Shchetinin Assistenten: Ashley Beecham Vierde official: Clément Turpin Vijfde official: Juan Pablo Belatti Video-assistent: Massimiliano Irrati AVAR 1: Ammar Al-Jeneibi AVAR 2: Nicolas Danos AVAR 3: Mauro Vigliano Speler van de wedstrijd: Rami Rabia ( Al-Ahly) |
| 5 februari 2022 20:30 (UTC+4) 17:30 (UTC+1) |          |               |              | Stadion: Al Nahyanstadion, Abu Dhabi Toeschouwers: 9.396 Scheidsrechter: Chris Beath Assistenten: Anton Shchetinin Assistenten: Ashley Beecham Vierde official: Clément Turpin Vijfde official: Juan Pablo Belatti Video-assistent: Massimiliano Irrati AVAR 1: Ammar Al-Jeneibi AVAR 2: Nicolas Danos AVAR 3: Mauro Vigliano Speler van de wedstrijd: Rami Rabia ( Al-Ahly) |
|                                             |          |               |              | |

|                                             | |               |                 | |
| 6 februari 2022 20:30 (UTC+4) 17:30 (UTC+1) | Al-Hilal | 6 – 1 (2 – 1) | Al-Jazira       | Stadion: Sjeik Zayidstadion, Abu Dhabi Toeschouwers: 12.538 Scheidsrechter: César Arturo Ramos Assistenten: Alberto Morin Assistenten: Miguel Hernández Vierde official: Mustapha Ghorbal Vijfde official: Mokrane Gourari Video-assistent: Drew Fischer AVAR 1: Nicolás Gallo AVAR 2: Abdelhak Etchiali AVAR 3: Willy Delajod Speler van de wedstrijd: Matheus Pereira ( Al-Hilal) |
| 6 februari 2022 20:30 (UTC+4) 17:30 (UTC+1) | Ighalo 36' Pereira 40' Al-Dawsari Kanno 57' Pereira Al-Dawsari 77' Marega 88' Jahfali Carrillo 90+2' (pen.) | Verslag       | 14' Diaby Rabii | Stadion: Sjeik Zayidstadion, Abu Dhabi Toeschouwers: 12.538 Scheidsrechter: César Arturo Ramos Assistenten: Alberto Morin Assistenten: Miguel Hernández Vierde official: Mustapha Ghorbal Vijfde official: Mokrane Gourari Video-assistent: Drew Fischer AVAR 1: Nicolás Gallo AVAR 2: Abdelhak Etchiali AVAR 3: Willy Delajod Speler van de wedstrijd: Matheus Pereira ( Al-Hilal) |
| 6 februari 2022 20:30 (UTC+4) 17:30 (UTC+1) | |               |                 | Stadion: Sjeik Zayidstadion, Abu Dhabi Toeschouwers: 12.538 Scheidsrechter: César Arturo Ramos Assistenten: Alberto Morin Assistenten: Miguel Hernández Vierde official: Mustapha Ghorbal Vijfde official: Mokrane Gourari Video-assistent: Drew Fischer AVAR 1: Nicolás Gallo AVAR 2: Abdelhak Etchiali AVAR 3: Willy Delajod Speler van de wedstrijd: Matheus Pereira ( Al-Hilal) |
| 6 februari 2022 20:30 (UTC+4) 17:30 (UTC+1) | |               |                 | Stadion: Sjeik Zayidstadion, Abu Dhabi Toeschouwers: 12.538 Scheidsrechter: César Arturo Ramos Assistenten: Alberto Morin Assistenten: Miguel Hernández Vierde official: Mustapha Ghorbal Vijfde official: Mokrane Gourari Video-assistent: Drew Fischer AVAR 1: Nicolás Gallo AVAR 2: Abdelhak Etchiali AVAR 3: Willy Delajod Speler van de wedstrijd: Matheus Pereira ( Al-Hilal) |
|                                             | |               |                 | |

### Halve finales
| |                          |               |                         | |
| 8 februari 2022 20:30 (UTC+4) 17:30 (UTC+1) | Palmeiras                | 2 – 0 (1 – 0) | Al-Ahly                 | Stadion: Al Nahyanstadion, Abu Dhabi Toeschouwers: 11.902 Scheidsrechter: Clément Turpin Assistenten: Nicolas Danos Assistenten: Cyril Gringore Vierde official: Drew Fischer Vijfde official: Anton Shchetinin Video-assistent: Willy Delajod AVAR 1: Pol van Boekel AVAR 2: Ashley Beecham AVAR 3: Massimiliano Irrati Speler van de wedstrijd: Raphael Veiga ( Palmeiras) |
| 8 februari 2022 20:30 (UTC+4) 17:30 (UTC+1) | Veiga 39' Dudu 49' Veiga | Verslag       | 72' Sherif 81' * Ashraf | Stadion: Al Nahyanstadion, Abu Dhabi Toeschouwers: 11.902 Scheidsrechter: Clément Turpin Assistenten: Nicolas Danos Assistenten: Cyril Gringore Vierde official: Drew Fischer Vijfde official: Anton Shchetinin Video-assistent: Willy Delajod AVAR 1: Pol van Boekel AVAR 2: Ashley Beecham AVAR 3: Massimiliano Irrati Speler van de wedstrijd: Raphael Veiga ( Palmeiras) |
| 8 februari 2022 20:30 (UTC+4) 17:30 (UTC+1) |                          |               |                         | Stadion: Al Nahyanstadion, Abu Dhabi Toeschouwers: 11.902 Scheidsrechter: Clément Turpin Assistenten: Nicolas Danos Assistenten: Cyril Gringore Vierde official: Drew Fischer Vijfde official: Anton Shchetinin Video-assistent: Willy Delajod AVAR 1: Pol van Boekel AVAR 2: Ashley Beecham AVAR 3: Massimiliano Irrati Speler van de wedstrijd: Raphael Veiga ( Palmeiras) |
| 8 februari 2022 20:30 (UTC+4) 17:30 (UTC+1) |                          |               |                         | Stadion: Al Nahyanstadion, Abu Dhabi Toeschouwers: 11.902 Scheidsrechter: Clément Turpin Assistenten: Nicolas Danos Assistenten: Cyril Gringore Vierde official: Drew Fischer Vijfde official: Anton Shchetinin Video-assistent: Willy Delajod AVAR 1: Pol van Boekel AVAR 2: Ashley Beecham AVAR 3: Massimiliano Irrati Speler van de wedstrijd: Raphael Veiga ( Palmeiras) |
| Bijz.: * Scheidsrechter Clément Turpin toonde Ayman Ashraf eerst de gele kaart, maar na een interruptie van VAR Willy Delajod werd dit echter omgedraaid naar een rode kaart. |                          |               |                         | |

|                                             |          |               |            | |
| 9 februari 2022 20:30 (UTC+4) 17:30 (UTC+1) | Al-Hilal | 0 – 1 (0 – 1) | Chelsea FC | Stadion: Sjeik Zayidstadion, Abu Dhabi Toeschouwers: 19.175 Scheidsrechter: César Arturo Ramos Assistenten: Alberto Morin Assistenten: Miguel Hernández Vierde official: Clément Turpin Vijfde official: Nicolas Danos Video-assistent: Mauro Vigliano AVAR 1: Nicolás Gallo AVAR 2: Juan Pablo Belatti AVAR 3: Ammar Al-Jeneibi Speler van de wedstrijd: Mateo Kovačić ( Chelsea FC) |
| 9 februari 2022 20:30 (UTC+4) 17:30 (UTC+1) |          | Verslag       | 32' Lukaku | Stadion: Sjeik Zayidstadion, Abu Dhabi Toeschouwers: 19.175 Scheidsrechter: César Arturo Ramos Assistenten: Alberto Morin Assistenten: Miguel Hernández Vierde official: Clément Turpin Vijfde official: Nicolas Danos Video-assistent: Mauro Vigliano AVAR 1: Nicolás Gallo AVAR 2: Juan Pablo Belatti AVAR 3: Ammar Al-Jeneibi Speler van de wedstrijd: Mateo Kovačić ( Chelsea FC) |
| 9 februari 2022 20:30 (UTC+4) 17:30 (UTC+1) |          |               |            | Stadion: Sjeik Zayidstadion, Abu Dhabi Toeschouwers: 19.175 Scheidsrechter: César Arturo Ramos Assistenten: Alberto Morin Assistenten: Miguel Hernández Vierde official: Clément Turpin Vijfde official: Nicolas Danos Video-assistent: Mauro Vigliano AVAR 1: Nicolás Gallo AVAR 2: Juan Pablo Belatti AVAR 3: Ammar Al-Jeneibi Speler van de wedstrijd: Mateo Kovačić ( Chelsea FC) |
| 9 februari 2022 20:30 (UTC+4) 17:30 (UTC+1) |          |               |            | Stadion: Sjeik Zayidstadion, Abu Dhabi Toeschouwers: 19.175 Scheidsrechter: César Arturo Ramos Assistenten: Alberto Morin Assistenten: Miguel Hernández Vierde official: Clément Turpin Vijfde official: Nicolas Danos Video-assistent: Mauro Vigliano AVAR 1: Nicolás Gallo AVAR 2: Juan Pablo Belatti AVAR 3: Ammar Al-Jeneibi Speler van de wedstrijd: Mateo Kovačić ( Chelsea FC) |
|                                             |          |               |            | |

### Wedstrijd voor vijfde plaats
| |                                                          |                 |                   | |
| 9 februari 2022 17:30 (UTC+4) 14:30 (UTC+1)                                                                                      | CF Monterrey                                             | 3 – 1 * (3 – 0) | Al-Jazira         | Stadion: Al Nahyanstadion, Abu Dhabi Toeschouwers: 892 Scheidsrechter: Mustapha Ghorbal Assistenten: Mokrane Gourari Assistenten: Abdelhak Etchiali Vierde official: Chris Beath Vijfde official: Anton Shchetinin Video-assistent: Massimiliano Irrati AVAR 1: Willy Delajod AVAR 2: Diego Bonfá AVAR 3: Pol van Boekel Speler van de wedstrijd: Maximiliano Meza ( CF Monterrey) |
| 9 februari 2022 17:30 (UTC+4) 14:30 (UTC+1)                                                                                      | Sultan 4' (e.d.) Funes Mori 11' Meza Montes 25' González | Verslag         | 90+1' Bruno Diaby | Stadion: Al Nahyanstadion, Abu Dhabi Toeschouwers: 892 Scheidsrechter: Mustapha Ghorbal Assistenten: Mokrane Gourari Assistenten: Abdelhak Etchiali Vierde official: Chris Beath Vijfde official: Anton Shchetinin Video-assistent: Massimiliano Irrati AVAR 1: Willy Delajod AVAR 2: Diego Bonfá AVAR 3: Pol van Boekel Speler van de wedstrijd: Maximiliano Meza ( CF Monterrey) |
| 9 februari 2022 17:30 (UTC+4) 14:30 (UTC+1)                                                                                      |                                                          |                 |                   | Stadion: Al Nahyanstadion, Abu Dhabi Toeschouwers: 892 Scheidsrechter: Mustapha Ghorbal Assistenten: Mokrane Gourari Assistenten: Abdelhak Etchiali Vierde official: Chris Beath Vijfde official: Anton Shchetinin Video-assistent: Massimiliano Irrati AVAR 1: Willy Delajod AVAR 2: Diego Bonfá AVAR 3: Pol van Boekel Speler van de wedstrijd: Maximiliano Meza ( CF Monterrey) |
| 9 februari 2022 17:30 (UTC+4) 14:30 (UTC+1)                                                                                      |                                                          |                 |                   | Stadion: Al Nahyanstadion, Abu Dhabi Toeschouwers: 892 Scheidsrechter: Mustapha Ghorbal Assistenten: Mokrane Gourari Assistenten: Abdelhak Etchiali Vierde official: Chris Beath Vijfde official: Anton Shchetinin Video-assistent: Massimiliano Irrati AVAR 1: Willy Delajod AVAR 2: Diego Bonfá AVAR 3: Pol van Boekel Speler van de wedstrijd: Maximiliano Meza ( CF Monterrey) |
| Bijz.: * Als de wedstrijd na 90 minuten in een gelijke stand eindigde, werd er direct overgegaan op het nemen van strafschoppen. |                                                          |                 |                   | |

### Wedstrijd voor derde plaats
| |                       |                 |                                                                | |
| 12 februari 2022 17:00 (UTC+4) 14:00 (UTC+1)                                                                                     | Al-Hilal              | 0 – 4 * (0 – 3) | Al-Ahly                                                        | Stadion: Al Nahyanstadion, Abu Dhabi Toeschouwers: 9.008 Scheidsrechter: Clément Turpin Assistenten: Nicolas Danos Assistenten: Cyril Gringore Vierde official: César Arturo Ramos Vijfde official: Diego Bonfá Video-assistent: Willy Delajod AVAR 1: Pol van Boekel AVAR 2: Juan Pablo Belatti AVAR 3: Drew Fischer Speler van de wedstrijd: Yasser Ibrahim ( Al-Ahly) |
| 12 februari 2022 17:00 (UTC+4) 14:00 (UTC+1)                                                                                     | Pereira 14' Kanno 28' | Verslag         | 8', 17' Ibrahim Maâloul 40' Abdel Kader 64' El Solia El Shahat | Stadion: Al Nahyanstadion, Abu Dhabi Toeschouwers: 9.008 Scheidsrechter: Clément Turpin Assistenten: Nicolas Danos Assistenten: Cyril Gringore Vierde official: César Arturo Ramos Vijfde official: Diego Bonfá Video-assistent: Willy Delajod AVAR 1: Pol van Boekel AVAR 2: Juan Pablo Belatti AVAR 3: Drew Fischer Speler van de wedstrijd: Yasser Ibrahim ( Al-Ahly) |
| 12 februari 2022 17:00 (UTC+4) 14:00 (UTC+1)                                                                                     |                       |                 |                                                                | Stadion: Al Nahyanstadion, Abu Dhabi Toeschouwers: 9.008 Scheidsrechter: Clément Turpin Assistenten: Nicolas Danos Assistenten: Cyril Gringore Vierde official: César Arturo Ramos Vijfde official: Diego Bonfá Video-assistent: Willy Delajod AVAR 1: Pol van Boekel AVAR 2: Juan Pablo Belatti AVAR 3: Drew Fischer Speler van de wedstrijd: Yasser Ibrahim ( Al-Ahly) |
| 12 februari 2022 17:00 (UTC+4) 14:00 (UTC+1)                                                                                     |                       |                 |                                                                | Stadion: Al Nahyanstadion, Abu Dhabi Toeschouwers: 9.008 Scheidsrechter: Clément Turpin Assistenten: Nicolas Danos Assistenten: Cyril Gringore Vierde official: César Arturo Ramos Vijfde official: Diego Bonfá Video-assistent: Willy Delajod AVAR 1: Pol van Boekel AVAR 2: Juan Pablo Belatti AVAR 3: Drew Fischer Speler van de wedstrijd: Yasser Ibrahim ( Al-Ahly) |
| Bijz.: * Als de wedstrijd na 90 minuten in een gelijke stand eindigde, werd er direct overgegaan op het nemen van strafschoppen. |                       |                 |                                                                | |

### Finale
|                                              |                                            |                      |                  | |
| 12 februari 2022 20:30 (UTC+4) 17:30 (UTC+1) | Chelsea FC                                 | 2 – 1 (n.v.) (0 – 0) | Palmeiras        | Stadion: Sjeik Zayidstadion, Abu Dhabi Toeschouwers: 32.871 Scheidsrechter: Chris Beath Assistenten: Anton Shchetinin Assistenten: Ashley Beecham Vierde official: Mustapha Ghorbal Vijfde official: Abdelhak Etchiali Video-assistent: Massimiliano Irrati AVAR 1: Nicolás Gallo AVAR 2: Mokrane Gourari AVAR 3: Ammar Al-Jeneibi Speler van de wedstrijd: Thiago Silva ( Chelsea FC) |
| 12 februari 2022 20:30 (UTC+4) 17:30 (UTC+1) | Lukaku 54' Hudson-Odoi Havertz 117' (pen.) | Verslag              | 64' (pen.) Veiga | Stadion: Sjeik Zayidstadion, Abu Dhabi Toeschouwers: 32.871 Scheidsrechter: Chris Beath Assistenten: Anton Shchetinin Assistenten: Ashley Beecham Vierde official: Mustapha Ghorbal Vijfde official: Abdelhak Etchiali Video-assistent: Massimiliano Irrati AVAR 1: Nicolás Gallo AVAR 2: Mokrane Gourari AVAR 3: Ammar Al-Jeneibi Speler van de wedstrijd: Thiago Silva ( Chelsea FC) |
| 12 februari 2022 20:30 (UTC+4) 17:30 (UTC+1) |                                            |                      |                  | Stadion: Sjeik Zayidstadion, Abu Dhabi Toeschouwers: 32.871 Scheidsrechter: Chris Beath Assistenten: Anton Shchetinin Assistenten: Ashley Beecham Vierde official: Mustapha Ghorbal Vijfde official: Abdelhak Etchiali Video-assistent: Massimiliano Irrati AVAR 1: Nicolás Gallo AVAR 2: Mokrane Gourari AVAR 3: Ammar Al-Jeneibi Speler van de wedstrijd: Thiago Silva ( Chelsea FC) |
| 12 februari 2022 20:30 (UTC+4) 17:30 (UTC+1) |                                            |                      |                  | Stadion: Sjeik Zayidstadion, Abu Dhabi Toeschouwers: 32.871 Scheidsrechter: Chris Beath Assistenten: Anton Shchetinin Assistenten: Ashley Beecham Vierde official: Mustapha Ghorbal Vijfde official: Abdelhak Etchiali Video-assistent: Massimiliano Irrati AVAR 1: Nicolás Gallo AVAR 2: Mokrane Gourari AVAR 3: Ammar Al-Jeneibi Speler van de wedstrijd: Thiago Silva ( Chelsea FC) |
|                                              |                                            |                      |                  | |

| Chelsea FC | Palmeiras |

| DM             | 16 | Édouard Mendy       |      |
| RV             | 04 | Andreas Christensen | 91'  |
| CV             | 06 | Thiago Silva        |      |
| LV             | 02 | Antonio Rüdiger     |      |
| RM             | 28 | César Azpilicueta   |      |
| CM             | 07 | N'Golo Kanté        |      |
| CM             | 08 | Mateo Kovačić       | 91'  |
| LM             | 20 | Callum Hudson-Odoi  | 76'  |
| RA             | 19 | Mason Mount         | 32'  |
| CA             | 09 | Romelu Lukaku       | 76'  |
| LA             | 29 | Kai Havertz         | 118' |
| Wisselspelers: |    |                     |      |
| DM             | 01 | Kepa Arrizabalaga   |      |
| DM             | 13 | Marcus Bettinelli   |      |
| VD             | 03 | Marcos Alonso       |      |
| VD             | 14 | Trevoh Chalobah     |      |
| VD             | 31 | Malang Sarr         | 91'  |
| MV             | 05 | Jorginho            |      |
| MV             | 17 | Saúl                | 76'  |
| MV             | 18 | Ross Barkley        |      |
| MV             | 22 | Hakim Ziyech        | 91'  |
| MV             | 23 | Kenedy              |      |
| AV             | 10 | Christian Pulisic   | 32'  |
| AV             | 11 | Timo Werner         | 76'  |
| Coach:         |    |                     |      |
| Thomas Tuchel  |    |                     |      |

| DM             | 21            | Weverton          |              |
| RV             | 02            | Marcos Rocha      | 118'         |
| CV             | 15            | Gustavo Gómez     |              |
| CV             | 13            | Luan              | 115', 120+6' |
| LV             | 22            | Joaquín Piquerez  |              |
| CM             | 28            | Danilo            |              |
| CM             | 08            | Zé Rafael         | 60'          |
| RM             | 07            | Dudu              | 103'         |
| AM             | 23            | Raphael Veiga     | 76'          |
| LM             | 14            | Gustavo Scarpa    |              |
| SP             | 10            | Rony              | 76'          |
| Wisselspelers: |               |                   |              |
| DM             | 31            | Mateus            |              |
| DM             | 42            | Marcelo Lomba     |              |
| VD             | 04            | Benjamín Kuscevic |              |
| VD             | 06            | Jorge             |              |
| VD             | 12            | Mayke             |              |
| VD             | 26            | Murilo            |              |
| MV             | 20            | Eduard Atuesta    | 76' 116'     |
| MV             | 30            | Jailson           | 60'          |
| AV             | 11            | Wesley            | 76' 105'     |
| AV             | 16            | Deyverson         | 118'         |
| AV             | 19            | Breno Lopes       |              |
| AV             | 29            | Rafael Navarro    | 103'         |
| Coach:         |               |                   |              |
| Abel Ferreira  | Abel Ferreira | Abel Ferreira     | 120+1'       |

| Winnaar WK voetbal voor clubs 2021           |
| -------------------------------------------- |
| Chelsea FC 1e titel (1e keer wereldkampioen) |

## Individuele prijzen
| Prijs                  | Speler       | Club       |
| ---------------------- | ------------ | ---------- |
| Gouden Bal             | Thiago Silva | Chelsea FC |
| Zilveren Bal           | Dudu         | Palmeiras  |
| Bronzen Bal            | Danilo       | Palmeiras  |
| Fair-Play Award (club) | Chelsea FC   | Chelsea FC |

## Statistieken
| Topscorers     | Topscorers         | Topscorers   | Topscorers | Topscorers           |              | Assists            | Assists      | Assists | Assists |
| Pos.           | Speler             | Club         |            | Gescoord met penalty | Pos.         | Speler             | Club         | Assist  |         |
| -------------- | ------------------ | ------------ | ---------- | -------------------- | ------------ | ------------------ | ------------ | ------- | ------- |
| 1.             | Abdoulay Diaby     | Al-Jazira    | 2          | 0                    | 1.           | Salem Al-Dawsari   | Al-Hilal     | 1       |         |
| 1.             | Yasser Ibrahim     | Al-Ahly      | 2          | 0                    | 1.           | Abdoulay Diaby     | Al-Jazira    | 1       |         |
| 1.             | Romelu Lukaku      | Chelsea FC   | 2          | 0                    | 1.           | Dudu               | Palmeiras    | 1       |         |
| 1.             | Raphael Veiga      | Palmeiras    | 2          | 1                    | 1.           | Alfonso González   | CF Monterrey | 1       |         |
| 5.             | Ahmed Abdel Kader  | Al-Ahly      | 1          | 0                    | 1.           | Callum Hudson-Odoi | Chelsea FC   | 1       |         |
| 5.             | Zayed Al-Ameri     | Al-Jazira    | 1          | 0                    | 1.           | Mohammed Jahfali   | Al-Hilal     | 1       |         |
| 5.             | Ahmed Al-Attas     | Al-Jazira    | 1          | 0                    | 1.           | Mohamed Jamal      | Al-Jazira    | 1       |         |
| 5.             | Salem Al-Dawsari   | Al-Hilal     | 1          | 0                    | 1.           | Ali Maâloul        | Al-Ahly      | 1       |         |
| 5.             | Bruno              | Al-Jazira    | 1          | 0                    | 1.           | Moussa Marega      | Al-Hilal     | 1       |         |
| 5.             | André Carrillo     | Al-Hilal     | 1          | 1                    | 1.           | Maximiliano Meza   | CF Monterrey | 1       |         |
| 5.             | Dudu               | Palmeiras    | 1          | 0                    | 1.           | Matheus Pereira    | Al-Hilal     | 1       |         |
| 5.             | Rogelio Funes Mori | CF Monterrey | 1          | 0                    | 1.           | Hussein El Shahat  | Al-Ahly      | 1       |         |
| 5.             | Mohamed Hany       | Al-Ahly      | 1          | 0                    | 1.           | Raphael Veiga      | Palmeiras    | 1       |         |
| 5.             | Kai Havertz        | Chelsea FC   | 1          | 1                    | 1.           | João Victor        | Al-Jazira    | 1       |         |
| 5.             | Odion Ighalo       | Al-Hilal     | 1          | 0                    |              |                    |              |         |         |
| 5.             | Mohamed Kanno      | Al-Hilal     | 1          | 0                    |              |                    |              |         |         |
| 5.             | Miloš Kosanović    | Al-Jazira    | 1          | 0                    |              |                    |              |         |         |
| 5.             | Moussa Marega      | Al-Hilal     | 1          | 0                    |              |                    |              |         |         |
| 5.             | César Montes       | CF Monterrey | 1          | 0                    |              |                    |              |         |         |
| 5.             | Matheus Pereira    | Al-Hilal     | 1          | 0                    |              |                    |              |         |         |
| 5.             | Amr El Solia       | Al-Ahly      | 1          | 0                    |              |                    |              |         |         |
| Eigen doelpunt |                    |              |            |                      |              |                    |              |         |         |
| Pos.           | Speler             | Club         |            |                      | Tegenstander |                    |              |         |         |
| 1.             | Mohammed Rabii     | Al-Jazira    | 1          | 1                    | AS Pirae     |                    |              |         |         |
| 1.             | Zayed Sultan       | Al-Jazira    | 1          | 1                    | CF Monterrey |                    |              |         |         |

Kaartenoverzicht (clubs)
Tussen de haakjes wordt vermeld het aantal kaarten voor stafleden.
| Club         | Gele kaart | Twee gele kaarten in 1 wedstrijd aan dezelfde speler | Rode kaart | Totaal |
| ------------ | ---------- | ---------------------------------------------------- | ---------- | ------ |
| Al-Ahly      | 8          |                                                      | 1          | 9      |
| Al-Hilal     | 3 (1)      |                                                      | 2          | 5 (1)  |
| Al-Jazira    | 5          |                                                      |            | 5      |
| Chelsea FC   | 2          |                                                      |            | 2      |
| CF Monterrey | 5          |                                                      |            | 5      |
| Palmeiras    | 3 (1)      |                                                      | 1          | 4 (1)  |
| AS Pirae     |            |                                                      |            | 0      |

Kaartenoverzicht (scheidsrechters)
Tussen de haakjes wordt vermeld het aantal kaarten voor stafleden.
| Naam               | Wedstrijden | Gele kaart | Twee gele kaarten in 1 wedstrijd aan dezelfde speler | Rode kaart | Totaal | Gem | Continentale bond |
| ------------------ | ----------- | ---------- | ---------------------------------------------------- | ---------- | ------ | --- | ----------------- |
| Chris Beath        | 2           | 8 (1)      |                                                      | 1          | 9 (1)  | 5   | AFC               |
| Mustapha Ghorbal   | 2           | 8          |                                                      |            | 8      | 4   | CAF               |
| César Arturo Ramos | 2           | 5          |                                                      |            | 5      | 2.5 | CONCACAF          |
| Fernando Rapallini |             |            |                                                      |            | 0      | 0   | CONMEBOL          |
| Clément Turpin     | 2           | 5 (1)      |                                                      | 3          | 8 (1)  | 4.5 | UEFA              |
| Totaal             | 8           | 26 (2)     | 0                                                    | 4          | 30 (2) | 4   |                   |

## Eindrangschikking

### Eindstand
| Pos    | Club         | Confederatie | Wed | Win | Gel | Ver | Doelsaldo | Doelsaldo | Doelsaldo |
| Pos    | Club         | Confederatie | Wed | Win | Gel | Ver | DV        | DT        | +/−       |
| ------ | ------------ | ------------ | --- | --- | --- | --- | --------- | --------- | --------- |
| Goud   | Chelsea FC   | UEFA         | 2   | 2   | 0   | 0   | 3         | 1         | +2        |
| Zilver | Palmeiras    | CONMEBOL     | 2   | 1   | 0   | 1   | 3         | 2         | +1        |
| Brons  | Al-Ahly      | CAF          | 3   | 2   | 0   | 1   | 5         | 2         | +3        |
| 4.     | Al-Hilal     | AFC          | 3   | 1   | 0   | 2   | 6         | 6         | 0         |
| 5.     | CF Monterrey | CONCACAF     | 2   | 1   | 0   | 1   | 3         | 2         | +1        |
| 6.     | Al-Jazira    | AFC          | 3   | 1   | 0   | 2   | 4         | 10        | -4        |
| 7.     | AS Pirae     | OFC          | 1   | 0   | 0   | 1   | 1         | 4         | -3        |

2000 · 2001 · 2005 · 2006 · 2007 · 2008 · 2009 · 2010 · 2011 · 2012 · 2013 · 2014 · 2015 · 2016 · 2017 · 2018 ·  2019 · 2020 · 2021 · 2022 · 2023 · 2025 · 2029